# 美野町
美野町（みのまち）は埼玉県の西部、秩父郡に属していた町。

## 地理
- 山岳：蓑山、大霧山
- 河川：荒川、赤平川、日野沢川、金沢川、三沢川

## 歴史
- 1889年（明治22年）4月1日 - 町村制施行により、以下の町村が成立する。
  - 皆野町（みなのまち）
  - 国神村（くにかみむら）
  - 金沢村（かねざわむら）
  - 日野沢村（ひのざわむら）
  - 三沢村（みさわむら）
  - 大田村（おおたむら）
  - 白鳥村（しらとりむら）
- 1943年（昭和18年）9月8日 - 戦時町村合併促進法により、皆野町、国神村、金沢村、日野沢村、三沢村、大田村、白鳥村の一部（大字下田野）と合併し美野町となる[2][1]。旧村の旧役場は出張所になる。
- 1946年（昭和21年）12月1日 - 1町5村（皆野町、国神村、金沢村、日野沢村、三沢村、大田村）に分割。旧白鳥村の一部（下田野）は皆野町に所属[2][1]。美野町消滅。
- 1955年（昭和30年）3月1日 - 皆野町、国神村、金沢村、日野沢村が合併し皆野町を新設する[2]。
- 1957年（昭和32年）
  - 3月31日 - 皆野町が三沢村を編入する[2]。
  - 5月3日 - 大田村が高篠村とともに秩父市へ編入する[2]。